# Alvan (cantante)
Alexis Morvan-Rosius (Lorient, 17 de marzo de 1993), conocido artísticamente como Alvan (contracción de su nombre y apellido; Alexis Morvan), es un cantante francés de etnia bretona.
Representó a Francia en el Festival de la Canción de Eurovisión 2022 con la canción Fulenn en colaboración con Ahez.

## Biografía
Alvan comenzó a producir música en 2011, pero solo cuatro años después decidió abandonar su carrera en la industria de la salud para dedicarse a tiempo completo a la de músico. Empezó entonces a lanzar sencillos originales y remezclas al año siguiente. También en 2016 ganó el concurso de música para artistas emergentes BPM Contest, lo que lo llevó a firmar un contrato discográfico con Elektra Records France. Desde entonces, ha participado en varios festivales de música, incluido el Trans Musicales en Rennes en 2021, y ha abierto conciertos para Ofenbach y Petit Biscuit.
Alvan fue anunciado entre los doce artistas que participarían en Eurovision France, c'est vous qui décidez 2022, el programa de selección del representante francés en el Festival de la Canción de Eurovisión 2022 , donde presentó el tema Fulenn en colaboración con el trío femenino Ahez. Finalmente, fueron los ganadores del evento, obteniendo el primer lugar tanto en la votación del jurado como en el televoto, convirtiéndose de pleno derecho en los representantes franceses en Turín. Esta es la segunda canción interpretada en idioma bretón en la historia del certamen después de Diwanit bugale de Dan Ar Braz & L'Héritage des Celtes, la candidatura francesa en Eurovisión 1996. En el festival obtuvieron el puesto 24, muy por debajo de las expectativas generadas por las apuestas de pago los días antes del festival.

## Discografía

### EP
- 2016 – Home

### Sencillos
- 2016 – Dame de cœur
- 2016 – Kangei
- 2016 – Pure
- 2016 – Bodhyanga
- 2016 – Sanzel
- 2017 – Amazone
- 2018 – Damiana (feat. Velvet)
- 2019 – Indolove (feat. Keybeaux)
- 2019 – Move On
- 2021 – Anything
- 2022 – Fulenn (con Ahez)